# 하태연
하태연(河泰連, 1976년 3월 27일~)은 대한민국의 레슬링인, 무속인이다. 1996년 하계 올림픽에 참가했으며 1999년 세계 선수권 대회에서 남자 그레코로만형 플라이급에서 은메달을 획득했다.
현역 은퇴 후 무속인으로 활동하고 있다.